# Richard Funk
Richard Funk (Edmonton, 22 de noviembre de 1992) es un deportista canadiense que compite en natación. Ganó una medalla de bronce en el Campeonato Mundial de Natación de 2017, en la prueba de 4 × 100 m estilos mixto.

## Palmarés internacional
| Campeonato Mundial | Campeonato Mundial | Campeonato Mundial | Campeonato Mundial      |
| Año                | Lugar              | Medalla            | Prueba                  |
| ------------------ | ------------------ | ------------------ | ----------------------- |
| 2017               | Budapest (Hungría) | Medalla de bronce  | 4 × 100 m estilos mixto |